# Crotalaria barkae
Espèce
Synonymes
- Crotalaria barkae subsp. barkae[1]
- Crotalaria geminiflora Baker f.[1]
- Crotalaria homalocarpa Baker f.[1]
- Crotalaria taubertii Baker f.[1]

Crotalaria barkae est une espèce de plantes à fleurs de la famille des Fabaceae et du genre Crotalaria, présente en Afrique tropicale.

## Description
C'est une herbe annuelle ou vivace de courte durée. La tige principale, érigée, entourée de branches inférieures décombantes, atteint 50 à 100 cm.

## Distribution
Elle est présente dans de nombreux pays africains, de l'ouest à l'est, ainsi qu'au sud.

## Habitat
Elle est répandue dans les savanes sahéliennes et zambéziennes, avec des variantes selon les sous-espèces, dans des zones sèches, rocheuses, le long des chemins, au bord des cours d'eau, sur des terres cultivées, à une altitude variant entre 900 et2 600 m.

## Utilisation
Elle est consommée par le bétail en Afrique de l'Ouest, mais plusieurs auteurs la décrivent comme toxique en Afrique de l'Est.

## Liste des sous-espèces
Selon Tropicos (17 juin 2020) (Attention liste brute contenant possiblement des synonymes) :
- Crotalaria barkae subsp. barkae
- Crotalaria barkae subsp. cordisepala Polhill
- Crotalaria barkae subsp. teitensis (Sacleux) Polhill
- Crotalaria barkae subsp. zimmermannii (Baker f.) Polhill